# Jean-Charles Valladont
Jean-Charles Valladont (Besançon, 20 de março de 1989) é um arqueiro profissional francês.

## Carreira
Jean-Charles Valladont fez parte da equipe francesa nas Olimpíadas de 2016 que ficou nas quartas-de-finais no torneio por equipes masculinas, ao lado de Pierre Plihon e Lucas Daniel. Na mesma edição, conseguiu a prata na prova individual. Oito anos depois, nos Jogos Olímpicos de Verão de 2024, tornou a conseguir a medalha de prata, agora na prova por equipes, com Baptiste Addis e Thomas Chirault.
Valladont ganhou a medalha de prata no evento recurvo masculino no Campeonato Europeu de Tiro com Arco Indoor de 2022, realizado em Laško, Eslovênia. Ele também ganhou a medalha de ouro no evento recurvo por equipe masculino.